# Сунгача
Сунгача́ е гранична река между Китай и Русия. Води своето начало от езерото Ханка, движи се на североизток и се влива в река Усури.
До XX век реката се оттича от езерото с две речни русла като по-малкото от тях наречено Малая Сунгача днес е почти пресъхнало. От него днес са останали няколко неголеми езерца съединени с малки поточета. Река Сунгача има два основни притока – реките Белая (дълга 87 km) и Черная (дълга 37 km). И двата притока са десни. Общата площ на водосборния басейн е 25,6 хил.km² като около 21 хил.km² са на територията на Русия.
Реката тече през блатиста местност на Ханкската равнина и по протежение на руслото ѝ се образуват множество неголеми езера. Дължината на реката варира от 180 до 210 km поради факта, че ежегодно речното русло мени своето положение. Пряката дължина от езерото до вливането в Усури е 80 km, но образува множество завои, които непрекъснато се менят по дължина. Ширината на реката също се мени от 30 до 50 – 60 метра, средната дълбочина е 3 – 3,5 m, течението е слабо – около 0,5 m/s. Речните брегове са ниски и обрасли с тревиста и храстовидна растителност. Реката замръзва от ноември до март като дебелината на леда достига до 1 m. До средата на XX век е била плавателна, но през 1980-те години нивото на Ханка пада, а оттам се променя и плавателността на Сунгача.
Реката е богата на риба. В езерцата покрай нея е запазен лотос реликт – Nelumbo nucifera.

## Любопитни факти
Фарватерът на реката по цялото си протежение е дължавна граница на Китай и Русия. Ежегодно той си мени в полза на едната или другата страна.